# Бочаров, Эдуард Никандрович
Эдуард Никандрович Бочаров (22 июня 1931, Москва — 7 октября 1989, Москва) — советский кинорежиссёр, сценарист и актёр. Заслуженный деятель искусств РСФСР (1988).

## Биография
- С 1946 по 1947 годы работал на Ростовской студии кинохроники.
- В 1954 году окончил режиссёрский факультет ВГИКа (мастерская С. А. Герасимова и Т. Ф. Макаровой).

Похоронен на Долгопрудненском кладбище.

## Фильмография

### Ассистент режиссёра
- 1955 — Васёк Трубачёв и его товарищи (постановка Ильи Фрэза)
- 1959 — Необыкновенное путешествие Мишки Стрекачёва (постановка Ильи Фрэза)

### Режиссёр
- 1957 — Орлёнок
- 1959 — Три рассказа Чехова, новелла «Ванька»
- 1962 — Мы вас любим
- 1963 — Большой фитиль (киноальманах), новелла «Жалкий жребий»
- 1964 — Какое оно, море?
- 1966 — Маленький беглец
- 1970 — Серебряные трубы
- 1971 — Седьмое небо
- 1975 — Шторм на суше
- 1978 — Недопёсок Наполеон III
- 1982 — Семеро солдатиков

### Сценарист
- 1959 — Три рассказа Чехова, новелла «Ванька»
- 1960 — Петя-Петушок (мультфильм), режиссёр Анатолий Голышев
- 1963 — Большой фитиль (киноальманах), новелла «Жалкий жребий»
- 1971 — Седьмое небо
- 1975 — Шторм на суше
- 1978 — Недопёсок Наполеон III

### Роли в кино
- 1964 — Наш честный хлеб — Семён Трофимович
- 1973 — Старая крепость — Мирон Манджура, отец Василя
- 1975 — Шторм на суше — эпизод
- 1977 — Риск — благородное дело — камео
- 1978 — Недопёсок Наполеон III — колдун
- 1980 — В начале славных дел (СССР, ГДР) — Иван Артемьич Бровкин
- 1980 — Юность Петра — Иван Артемьич Бровкин
- 1981 — Андрей и злой чародей — Домовой
- 1981 — Родник — Прохор Иванович
- 1982 — Семеро солдатиков — дядя Семён, колхозный пастух
- 1983 — Дважды рождённый — Огородников
- 1983 — Жил-был Пётр — Гриша
- 1983 — Серафим Полубес и другие жители земли — Серафим Полубес
- 1985 — Полевая гвардия Мозжухина — Матвей Григорьевич Шаронов, отец Алексея
- 1986 — Обида — Лексеич
- 1986 — Первый парень — Семён Петрович, бригадир
- 1986 — Поездка к сыну
- 1987 — Время летать — Пётр Герасимович Горохов, начальник аэропорта
- 1988 — Отцы — Василий Никифорович Козлов, фронтовой товарищ Дронова
- 1989 — Во бору брусника — Фёдор, муж Татьяны
- 1990 — Пропал друг — Павел Николаевич Колмаков, капитан милиции

## Заслуги и награды
- Заслуженный деятель искусств РСФСР (14 ноября 1988 года).
- Лауреат Государственной премии СССР (1985, за фильм «Семеро солдатиков»).